# 山本洋子 (ジャーナリスト)
山本 洋子（やまもと ようこ）は、日本のジャーナリスト。東京在住。
玄米菜食、マクロビオティックに関して多くの書誌を編集。
日本酒に関する著書多数、雑誌連載も。

## 経歴
- 鳥取県境港市出身。
- 2009年10月グラフ社より、純米酒BOOKを刊行。
- 2010年7月より、2012年4月まで、農林水産省広報誌 affに、お宝!日本の「郷土」食を、連載。
- 2014年11月世界文化社より、厳選日本酒手帖 日本酒を識るを刊行。
- 2015年7月世界文化社より、厳選紅茶手帖 紅茶を識るを刊行。
- 2016年8月より、ダイヤモンド社の週刊ダイヤモンドに、新連載新日本酒紀行を、連載開始。
- 2018年世界文化社より、ゼロから分かる!図解日本酒入門を刊行。

## 人物
- 総務省地域人材ネット 地域食ブランドアドバイザー／酒食アドバイザー[1]
- 境港FISH大使

## 連載リスト

### 雑誌
- お宝!日本の「郷土」食 (aff 農林水産省広報誌)[2] 2010年7月 - 2012年4月
- 新日本酒紀行（週刊ダイヤモンド）[3] 2016年 -

## 著書
- 山本洋子『ゼロから分かる!図解日本酒入門』世界文化社、2018年。ISBN 4418172599。
- 山本洋子『厳選紅茶手帖 紅茶を識る』世界文化社、2015年。ISBN 4418153160。
- 山本洋子『厳選日本酒手帖 日本酒を識る』世界文化社、2014年。ISBN 4418143157。
- 山本洋子『純米酒BOOK』グラフ社、2009年。ISBN 4766212908。